# Casa Jacint Bosch
La Casa Jacint Bosch és un edifici del centre de Terrassa, situat al carrer del Teatre núm. 4, protegit com a bé cultural d'interès local.

## Descripció
Es tracta d'un edifici entre mitgeres, de planta baixa i dos pisos. La façana està ordenada simètricament respecte a un eix central marcat per la tribuna del pis principal, que sobresurt del pla de la façana en un cos rectangular sostingut per columnes de capitells florals i amb una barana al damunt, aprofitada com a balcó del segon pis. Presenta una marcada verticalitat de les obertures, en sentit ascendent, que s'emfatitza pel coronament amb gablets corresponent a cada línia de finestres.

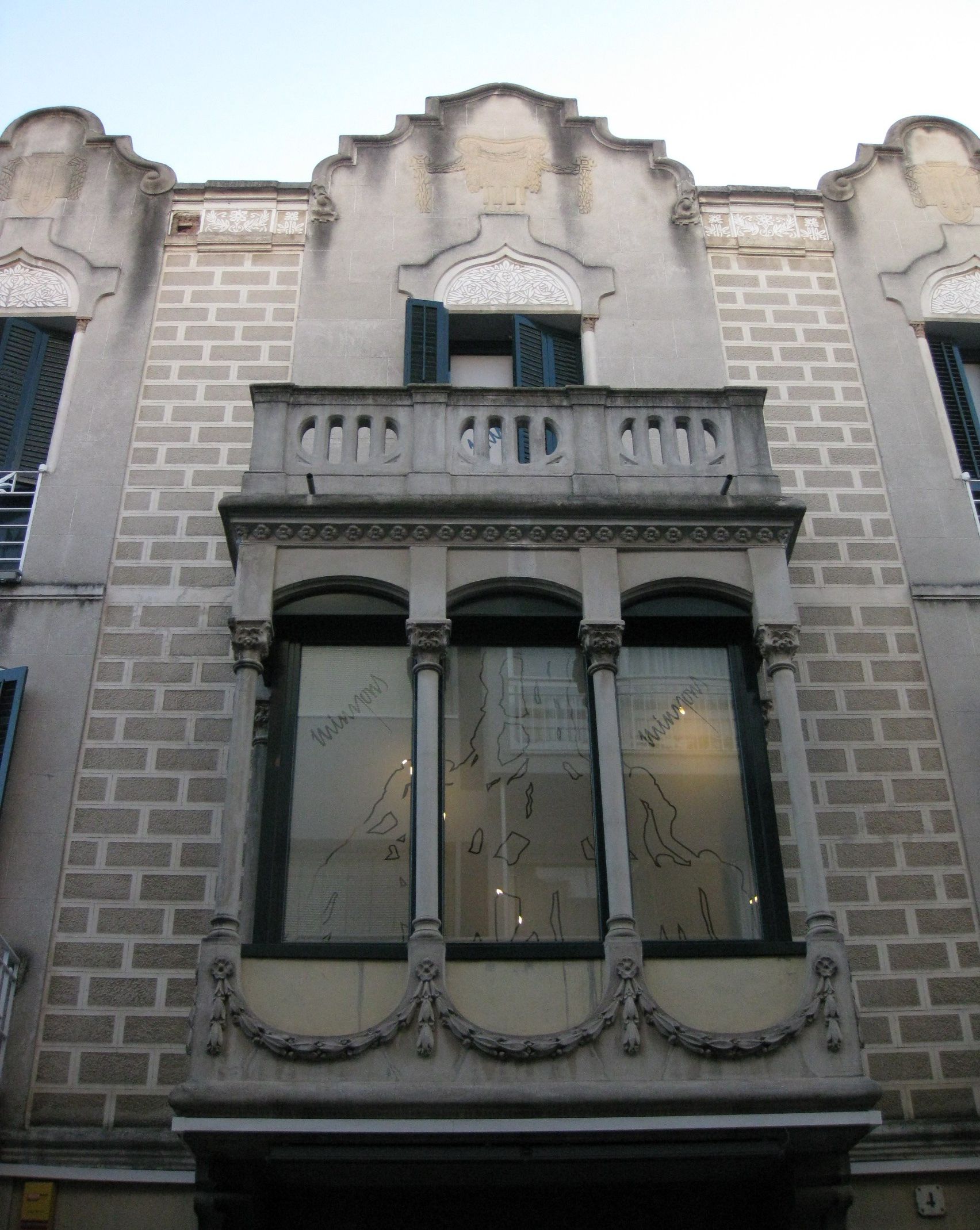
Detall de la tribuna

Tot el tractament de la façana respon a un criteri clàssic d'ordenació dels elements, amb la incorporació d'altres de provinents del repertori modernista: brancals amb columnes, guardapols i timpans ceràmics, cornisa i capitells.

## Història
L'edifici fou bastit per l'arquitecte Josep Ros segons el projecte del 1912. Des de 1988 és la seu dels Minyons de Terrassa.